# Ariarates I
Ariarates I (grec antic: Ἀριαράθης, Ariaráthēs, llatí: Ariarathes) era el fill d'Ariamnes II.
Va ser sàtrapa o rei de Capadòcia. Estimava molt al seu germà Olofernes al que va enviar a ajudar el rei Artaxerxes III de Pèrsia a la conquesta d'Egipte l'any 350 aC. Després de la mort d'Alexandre el Gran el 323 aC Perdicas va nomenar Èumenes de Cardia sàtrapa de Capadòcia, i Ariarates no es va voler sotmetre. Perdicas li va declarar la guerra i va acabar essent derrotat i crucificat junt amb molts parents l'any 322 aC. A la seva mort tenia 82 anys. Va adoptar com a fill a Ariarates o Ariaramnes I, fill d'Olofernes, segons diu Diodor de Sicília.